# Wzmocnienie (elektronika)
Wzmocnienie, współczynnik wzmocnienia – w elektronice, stosunek amplitud lub mocy sygnału analogowego wyjściowego do sygnału wejściowego określony dla danego układu elektronicznego, zazwyczaj wzmacniacza. Wzmocnienie jest też zwykle definiowane jako logarytm dziesiętny (rzadziej naturalny) z tego ilorazu, a dotyczy najczęściej mocy, napięcia lub natężenia prądu elektrycznego.
Uwagaw teorii sterowania dla sygnałów sinusoidalnych definiuje się wzmocnienie układu będące transmitancją widmową.

## Oznaczenie i jednostki
Wzmocnienie jest oznaczane dużą literą {\displaystyle G} (wzmocnienie mocy od ang. Gain), {\displaystyle K_{u}} (wzmocnienie napięcia) lub {\displaystyle A_{u}} (wzmocnienie natężenia) i najczęściej wyrażane w decybelach (dB), choć może być wyrażane również jako V/V, A/A, W/W (lub ilorazy odpowiednich jednostek wtórnych), przy czym w przypadku niestosowania skali logarytmicznej podawanie jednostki nie jest konieczne. W przypadku definicji wzmocnienia z użyciem logarytmu naturalnego jednostką jest neper.

## Rodzaje wzmocnienia

### Wzmocnienie mocy

#### Definicja ogólna
Wzmocnienie mocy, w decybelach, jest definiowane jako:
{\displaystyle G\,[{\text{dB}}]=10\log \left({\frac {P_{wy}}{P_{we}}}\right),}
gdzie {\displaystyle P_{we}} i {\displaystyle P_{wy}} są mocami odpowiednio na wejściu i wyjściu mierzonego obwodu.
Zaś wzmocnienie mocy w watach na wat:
{\displaystyle G\,[{\text{W/W}}]={\frac {P_{wy}}{P_{we}}}.}
Czasami można spotkać się z odmiennymi definicjami wzmocnienia mocy, mającymi inaczej przyjęte moce wejściowe i wyjściowe (np. w układach RF).

#### Wzmocnienie mocy średniej
Wzmocnienie mocy średniej (z ang. Average Power Gain) dwuwrotnika (np. wzmacniacza mocy) jest definiowane jako:
{\displaystyle G_{P}={\frac {P_{obc}}{P_{we}}},}
gdzie:
{\displaystyle P_{obc}} – moc średnia wydzielona w obciążeniu,
{\displaystyle P_{we}} – moc średnia dostarczona ze źródła do dwuwrotnika.
Używając parametrów macierzy rozproszenia można je przedstawić jako:
{\displaystyle G_{P}={\frac {|S_{21}|^{2}(1-|\Gamma _{L}|^{2})}{|1-\Gamma _{L}S_{22}|^{2}-|S_{11}-\Gamma _{L}\Delta _{s}|^{2}}},}
gdzie:
{\displaystyle S_{xy}} – elementy macierzy rozproszenia dwuwrotnika,
{\displaystyle \Gamma _{L}} – współczynniki odbicia mocy obciążenia,
{\displaystyle \Delta _{s}=S_{11}S_{22}-S_{12}S_{21}.}

#### Wzmocnienie mocy przetwornika
Wzmocnienie mocy przetwornika (z ang. Transducer Power Gain) jest definiowane jako:
{\displaystyle G_{T}={\frac {P_{obc}}{P_{zr,maks}}},}
gdzie:
{\displaystyle P_{obc}} – moc średnia wydzielona w obciążeniu,
{\displaystyle P_{zr,maks}} – dysponowana moc dostarczona ze źródła do dwuwrotnika.
Źródło sygnału dostarcza do dwuwrotnika moc dysponowaną wtedy, gdy impedancja źródła równa się sprzężonej impedancji widzianej z wrót wejściowych dwuwrotnika.
Ta definicja wzmocnienia jest bardzo często stosowana w układach RF.

#### Dysponowane wzmocnienie mocy
Dysponowane wzmocnienie mocy (z ang. Available Power Gain lub Maximum Available Gain (MAG)) definiowane jest jako:
{\displaystyle G_{A}={\frac {P_{obc,maks}}{P_{zr,maks}}},}
gdzie:
{\displaystyle P_{obc,maks}} – dysponowana moc wydzielona w obciążeniu,
{\displaystyle P_{zr,maks}} – dysponowana moc dostarczona ze źródła do dwuwrotnika.
Na obciążeniu wydziela się moc dysponowana wtedy, gdy impedancja obciążenia równa się sprzężonej impedancji widzianej z wrót wyjściowych dwuwrotnika.

### Wzmocnienie napięcia
Wzmocnienie napięcia w decybelach wyraża się wzorem:
{\displaystyle G\,[{\text{dB}}]=10\log \left({\frac {V_{wy}}{V_{we}}}\right)^{2}}
lub równoważnym mu:
{\displaystyle G\,[{\text{dB}}]=20\log \left({\frac {V_{wy}}{V_{we}}}\right),}
gdzie:
{\displaystyle V_{wy}} – napięcie na wyjściowych zaciskach układu,
{\displaystyle V_{we}} – napięcie na wejściowych zaciskach układu.
Ponieważ moc można zapisać jako: {\displaystyle P={\tfrac {V^{2}}{R}},} to wzór na wzmocnienie mocy przyjmuje postać:
{\displaystyle G\,[{\text{dB}}]=10\log {\frac {\left({\frac {{V{wy}}^{2}}{R_{wy}}}\right)}{\left({\frac {{V{we}}^{2}}{R_{we}}}\right)}}.}
W przypadku, gdy wejściowa i wyjściowa impedancja {\displaystyle R_{we}} i {\displaystyle R_{wy}} są sobie równe, wzór powyższy upraszcza się do podanej definicji wzmocnienia napięcia. Wynika z tego, że w przypadku równości podanych impedancji wzmocnienie napięciowe jest równe wzmocnieniu mocy (gdy oba wzmocnienia są podane w decybelach).

### Wzmocnienie (natężenia) prądu
Wzmocnienie prądu w decybelach wyraża się wzorem:
{\displaystyle G\,[{\text{dB}}]=10\log \left({\frac {I_{wy}}{I_{we}}}\right)^{2}}
lub równoważnym mu:
{\displaystyle G\,[{\text{dB}}]=20\log \left({\frac {I_{wy}}{I_{we}}}\right),}
gdzie:
{\displaystyle I_{wy}} – natężenie prądu na wyjściu układu,
{\displaystyle I_{we}} – natężenie prądu na wejściu układu.
Analogicznie jak uprzednio, moc można zapisać wzorem: {\displaystyle P=I^{2}R,} wtedy wzór na wzmocnienie mocy przyjmuje postać:
{\displaystyle G\,[{\text{dB}}]=10\log {\frac {({I_{wy}}^{2}R_{wy})}{({I_{we}}^{2}R_{we})}}.}
W przypadku, gdy wejściowa i wyjściowa impedancja {\displaystyle R_{we}} i {\displaystyle R_{wy}} są sobie równe, wzór powyższy upraszcza się do podanej definicji wzmocnienia prądu. Wynika z tego, że w przypadku równości podanych impedancji wzmocnienie prądowe jest równe wzmocnieniu mocy (gdy oba wzmocnienia są podane w decybelach).